# Lịch sử Ba Lan
Lịch sử Ba Lan bắt đầu với cuộc di cư của người Slav vốn đã dẫn tới sự ra đời của các nhà nước Ba Lan đầu tiên vào đầu Trung cổ, khi các dân tộc người Ba Lan đã lập ra các tiểu quốc đầu tiên. Triều đại Piast của Ba Lan là triều đại thống nhất đầu tiên của đất nước này, xuất hiện lần đầu ở thế kỷ X. Bá tước Mieszko đệ nhất của Ba Lan (qua đời năm 992), được coi là người cha lập quốc của Ba Lan và cũng được công nhận do đã đóng vai trò trong sự truyền bá Công giáo ở Ba Lan sau khi cải đạo năm 966. Đại công quốc Ba Lan sau đó chuyển đổi thành một vương quốc vào năm 1025 bởi con ông, vua Bolesław I. Tuy nhiên vị vua thành công nhất nhà Piast mới là Kazimierz III (Casimir Đại đế), người đã biến đổi Ba Lan với một nền kinh tế thịnh vượng và mở rộng thêm nhiều lãnh thổ trước khi ông mất năm 1370 mà không có người nối dõi. Triều đại Jagiellon từ thế kỷ 14-16 có quan hệ gần gũi với Đại công quốc Lietuva, thời kỳ Phục hưng Ba Lan và bành trướng lãnh thổ dẫn tới sự ra đời của khối Liên bang Ba Lan và Lietuva, mà Ba Lan gần như thống trị tuyệt đối.
Vào thời kỳ đầu của Ba Lan-Litva, nhà nước này đã thành công trong việc gìn giữ và phát triển kinh tế, đặc biệt là trong thời kỳ Tự do ở Thịnh vượng chung. Thế nhưng, nhà nước này bắt đầu suy yếu từ giữa thế kỷ 17 do chiến tranh và nạn tham nhũng. Một số nỗ lực cải cách vào thế kỷ 18, đặc biệt là việc ban hành bản Hiến pháp ngày mùng 5 tháng Ba, bản hiến pháp lâu đời thứ hai thế giới, được xem là một sự khích lệ, song nó lại là mối nguy cho các Đế quốc láng giềng. Các lần phân chia Ba Lan liên tục bởi Phổ, Áo và Nga sau đó đã khiến Ba Lan vong quốc từ 1795.
Từ 1795-1918, Ba Lan không tồn tại, mặc dù các phong trào phản kháng tự do Ba Lan liên tục tồn tại. Sau khi cuộc nổi dậy tháng Giêng năm 1863 kết thúc với sự đàn áp đẫm máu của Nga, những người Ba Lan quyết định bảo vệ nguồn gốc bằng giáo dục, ngôn ngữ và các "hoạt động sơn dầu" trong kinh tế-xã hội. Thế nhưng, chỉ sau khi Chiến tranh thế giới thứ nhất khép lại, giấc mơ về một nước Ba Lan độc lập mới hồi sinh, do sự suy tàn và sụp đổ của cả Đức, Áo và Nga.
Nền Đệ nhị Cộng hòa Ba Lan, thành lập năm 1918, độc lập cho tới năm 1939 khi cả Đức Quốc xã và Liên Xô cùng nhau xâm lược Ba Lan. Hàng triệu người Ba Lan thiệt mạng trong thời kỳ Đức chiếm đóng Ba Lan từ 1939-45 khi Đức coi người Ba Lan, người Di-gan, người Do Thái và các dân tộc Slav khác là "hạ đẳng". Đức còn có trong tay Đại kế hoạch cho phía Đông nhằm tìm cách tận diệt các dân tộc này trong thời gian ngắn. Một chính phủ lưu vong Ba Lan được thành lập và đóng vai trò lớn cho chiến thắng của Ba Lan sau này với các chiến dịch quân sự ở cả mặt trận phía Đông và mặt trận phía Tây. Các chiến dịch Tây tiến của Liên Xô buộc Đức phải rút khỏi Ba Lan, song cũng đồng thời mở đường cho sự trỗi dậy của Nhà nước Cộng sản Ba Lan do Nga hậu thuẫn sau này. Nhà nước này gần như chỉ được coi là nhà nước bù nhìn của Liên Xô.
Do kết quả của Thế chiến II, biên giới Ba Lan dịch chuyển dần từ Đông sang Tây, khiến cho Ba Lan mất đi vị trí truyền thống là một nhà nước đa dân tộc trở thành một nhà nước gần như thuần chủng, do các chiến dịch trục xuất, đàn áp và di cư sau chiến tranh.
Vào những năm 1980, tổ chức Công đoàn Đoàn kết đã đóng vai trò lớn cho sự dịch chuyển hòa bình từ nhà nước Cộng sản thành một quốc gia tư bản thị trường và một nền dân chủ mới. Nó là tiền đề thành công cho sự ra đời của Ba Lan ngày nay, còn được biết tới là Đệ tam Cộng hòa Ba Lan, thành lập năm 1989.

## Thời tiền sử và sơ sử

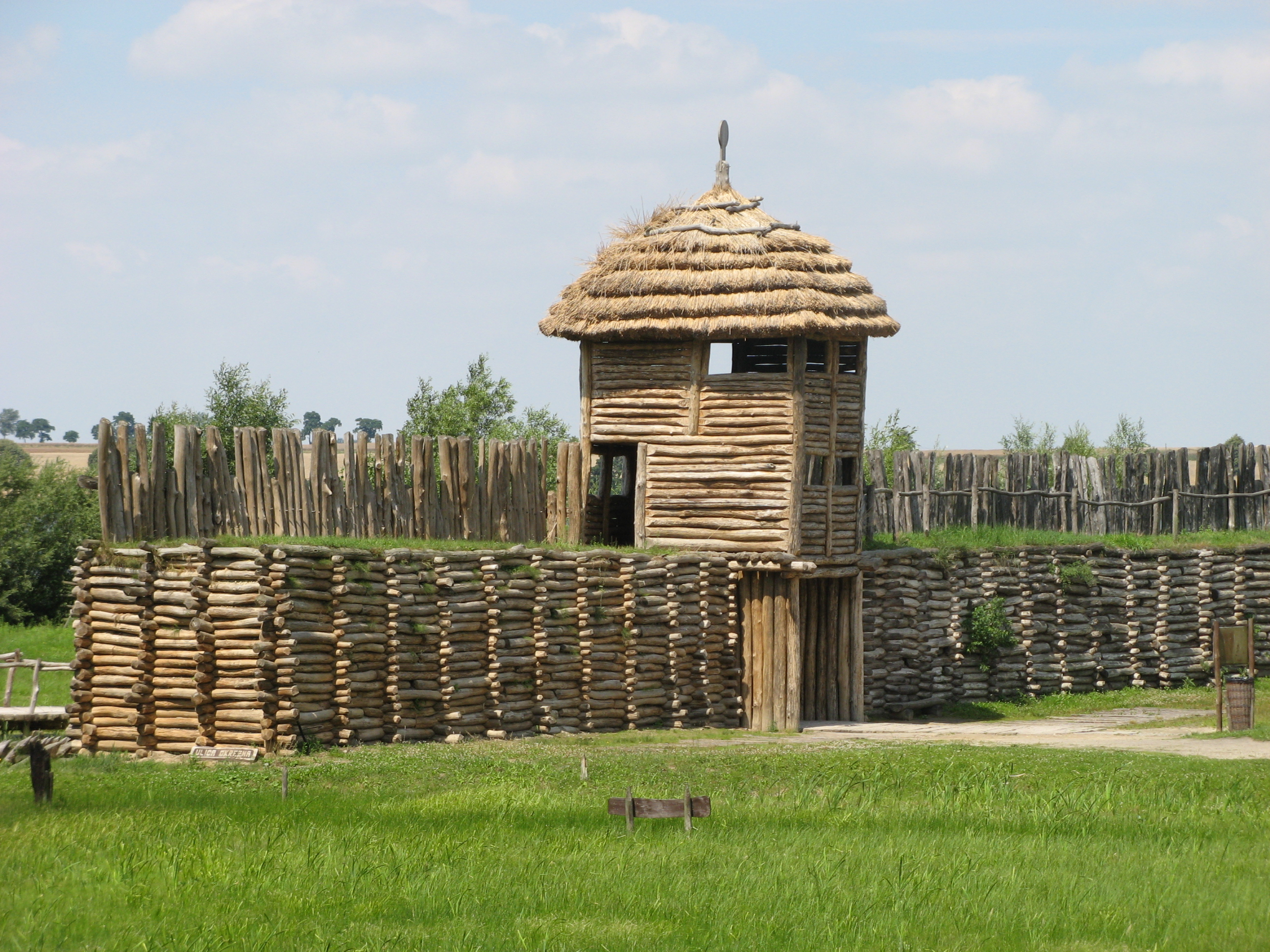
Địa điểm khảo cổ Biskupin được phục dựng lại, đây chính là nơi định cư trong thời đại đồ sắt của những người thuộc nền văn hóa Lusatian vào thế kỷ thứ 8 trước Công Nguyên

Trong thời tiền sử và sơ sử, trong khoảng thời gian ít nhất là 500.000 năm, khu vực Ba Lan ngày nay thường không có sự cư trú một cách liên tục các tộc của chi người. Nó đã trải qua các giai đoạn phát triển của thời đại đồ đá, đồ đồng và đồ sắt, cùng với các khu vực lân cận. Thời đại đồ đá mới mở ra nền văn hóa gốm tuyến tính, những người sáng lập nền văn hóa này đã di cư từ khu vực sông Danube vào đầu khoảng năm 5500 trước Công nguyên. Việc thành lập các cộng đồng nông nghiệp định cư đầu tiên trên lãnh thổ Ba Lan hiện tại chính là nét đặc trưng của nền văn hóa này. Sau đó, vào khoảng năm 4400 đến 2000 trước Công nguyên, dân số hậu bản địa thuộc thời đại đồ đá giữa cũng đã chấp nhận và phát triển hơn nữa lối sống nông nghiệp.
Thời đại đồ đồng đầu tiên của Ba Lan bắt đầu vào khoảng từ năm 2400 đến 2300 trước Công Nguyên, trong khi Thời đại đồ sắt của quốc gia này bắt đầu từ năm 750 đến năm 700 trước Công Nguyên. Và một trong nhiều nền văn hóa đã được phát hiện, đó là văn hóa Lusatian, kéo dài thời đại đồ đồng và đồ sắt, di sản của nền văn hóa này vẫn còn tồn tại cho đến ngày nay ở một số khu vực. Khoảng năm 400 trước Công Nguyên, người Celt đem theo nền văn hóa La Tène đã đến Ba Lan định cư. Theo sau họ là các nền văn hóa mới nổi và đang phát triển mạnh mẽ từ các dân tộc German, vốn chịu ảnh hưởng đầu tiên từ người Celt và sau đó là Đế quốc La Mã. Các dân tộc German di cư ra khỏi khu vực vào khoảng năm 500 sau Công Nguyên trong giai đoạn di cư vĩ đại thuộc thời kỳ tăm tối của châu Âu. Các khu vực rừng ở phía bắc và phía đông trở thành nơi định cư của người Balt.
Theo nghiên cứu khảo cổ chính thức, người Slav đã cư trú ở các vùng lãnh thổ hiện tại của Ba Lan trong vòng hơn 1.500 năm. Các nghiên cứu di truyền gần đây đã xác định rằng những người sống trong lãnh thổ hiện tại của Ba Lan bao gồm hậu duệ của những người sinh sống ở khu vực này hàng ngàn năm, bắt đầu từ thời đại đồ đá mới.
Người Slav trên lãnh thổ Ba Lan được tổ chức thành các đơn vị bộ lạc, trong đó những bộ lạc lớn hơn sau này được gọi là các bộ lạc Ba Lan; Tên của nhiều bộ lạc được tìm thấy trong danh sách được biên soạn bởi nhà địa lý học người Bavaria ẩn danh vào thế kỷ thứ 9. Vào thế kỷ thứ 9 và 10, những bộ lạc này đã phát triển đến các khu vực dọc theo vùng thượng Wisła, bờ biển Baltic và ở vùng Đại Ba Lan. Công việc mà các bộ lạc mới này đảm nhận ở Đại Ba Lan dẫn đến sự hình thành một chế độ chính trị lâu dài trong thế kỷ thứ 10 và đã trở thành nền móng phát triển của nhà nước Ba Lan sau này, một trong những quốc gia của người Tây Slav.[x]

## Triều đại Piast (từ thế kỷ thứ 10 cho đến năm 1385)

### Mieszko I
Nhà nước Ba Lan được hình thành với tên gọi là triều đại Piast, triều đại này cai trị Ba Lan từ thế kỷ thứ 10 cho đến thế kỷ thứ 14. Lịch sử của nhà nước Ba Lan được đánh dấu mốc bằng sự cai trị của Công tước Mieszko I. Mieszko bắt đầu thời kỳ trị vì của mình từ trước năm 963 và cho đến khi qua đời vào năm 992 với tư cách là vua của Ba Lan. Trong khoản thời gian trị vì của mình, ông kết hôn với công chúa Doubravka của Bohemia